# Nothrus ezoensis
Nothrus ezoensis är en kvalsterart som beskrevs av K. Fujikawa 1999. Nothrus ezoensis ingår i släktet Nothrus och familjen Nothridae. Inga underarter finns listade i Catalogue of Life.